# Álvaro Carreras
Álvaro Fernández Carreras (* 23. März 2003 in Ferrol) ist ein spanischer Fußballspieler, der als Linksverteidiger bei Real Madrid in der Primera División unter Vertrag steht.

## Karriere

### Verein
Der in Ferrol geborene Carreras begann seine Karriere bei Galicia de Caranza, bevor er 2007 zu Racing de Ferrol wechselte. Während seiner Zeit beim Verein spielte er als Stürmer und erzielte 100 Tore in einer Saison in der Jugendabteilung. Im Jahr 2012 wechselte er in die Jugend von Deportivo La Coruña, wo er zum Linksverteidiger umfunktioniert wurde, bevor er 2017 zu Real Madrid wechselte. Carreras war bei Vereinen in ganz Europa begehrt und wechselte im September 2020 zu Manchester United. Er spielte im Jugendteam (U-23 und U-18) von Manchester und begann zu Beginn der Saison 2021/22 mit der ersten Mannschaft zu trainieren. In einigen Spielen der Premier League saß er auf der Ersatzbank.
Am 26. Juli 2022 wechselte Carreras auf Leihbasis für die Saison 2022/23 zum Preston North End in die EFL Championship. Sein Debüt gab er am 30. Juli 2022, als er in der 72. Minute beim 0:0-Unentschieden bei Wigan Athletic für Robbie Brady eingewechselt wurde. Bei dem Zweitligisten kam Carreras als Stammspieler zu 39 Einsätzen in der Liga und konnte mit guten Leistungen überzeugen, weshalb er zum Young Player of the Year des Vereins ausgezeichnet wurde.
Am 1. September 2023 wechselte Carreras leihweise für eine Saison 2023/24 zu FC Granada in die Primera División, wo er am 18. September 2023 bei einer 2:4-Heimniederlage gegen den FC Granada sein Debüt in La Liga gab. Nach insgesamt 14 Einsätzen für den Verein als Rotationsspieler endete die Leihe vorzeitig und er wurde am 14. Januar 2024 wurde er von Manchester United zurückbeordert. Am 17. Januar 2024 Benfica Lissabon Carreras bis zum Ende der Saison als Leihspieler unter Vertrag. Der Leihvertrag enthielt eine optionale Kaufklausel in Höhe von 6 Millionen Euro, die obligatorisch wurde, wenn Carreras 50 % der verbleibenden Spiele von Benfica während der Leihfrist bestritt.
Am 26. Mai 2024 gab Manchester United bekannt, dass Benfica die Kaufoption in Carreras’ Leihvertrag in Höhe von 6 Mio. € ausgeübt hatte, die 3 Mio. € an möglichen Zusatzkosten beinhaltete. Anschließend unterzeichnete er einen Vertrag bei Benfica mit Laufzeit bis 2029. Mit Benfica gewann Carreras in der Saison 2024/25 die Taça da Liga.
Im Juli 2025 kehrte Álvaro Carreras zu Real Madrid zurück, wo er als Nachwuchsspieler drei Saisons verbracht hatte, und unterschrieb einen bis 2031 laufenden Vertrag.

### Nationalmannschaft
Carreras hat für Spanien Jugendnationalmannschaften (U19 und U21) gespielt. Sein Debüt für die U19-Mannschaft gab er am 26. Oktober 2021 in einem Freundschaftsspiel gegen Israel. Bei einem 6:0-Auswärtssieg gegen Malta gab er am 8. September 2023 sein Debüt für die U-21 in einem Qualifikationsspiel für die U-21-Europameisterschaft 2025.

## Erfolge
Verein
- Portugiesischer Ligacupsieger: 2025

## Name
Ursprünglich als Álvaro Fernández bekannt, nahm er im Laufe seiner Karriere seinen Nachnamen mütterlicherseits, Carreras, an. Manchester United hat ihn jedoch für die Gruppenphase der UEFA Youth League 2021/22 unter seinem väterlichen Nachnamen Fernández angemeldet. Laut Álvaro hat diese Entscheidung „sowohl seine Mutter als auch seinen Vater glücklich gemacht“.